# Эмбзен
Эмбзен (нем. Embsen) — община в Германии, в земле Нижняя Саксония.
Входит в состав района Люнебург. Подчиняется управлению Ильменау. Население составляет 2676 человек (на 31 декабря 2010 года). Занимает площадь 22,66 км².
Коммуна подразделяется на 3 сельских округа.